# 創玄書道会
創玄書道会（そうげんしょどうかい）は、近代詩文書の父といわれる金子鷗亭により創始された書道団体で、公益社団法人。現総務部長、山本秦鼎氏は大学講師と兼務している。本部は東京都豊島区目白

## 沿革
- 1964年（昭和39年）に設立。1983年（昭和58年）に社団法人に認可。2012年に公益社団法人に認可[1]。
- 金子鷗亭により、日常的に使用されている、日本の美しい言葉や俳句、詩、随筆といったものから、心を打つものを書にしていきましょう、皆に理解しやすいく読みやすい誰もが親しむことができる書が提唱され、この新しい現代の書運動に賛同してできた団体が創玄書道会である。日本の大書展の一つである創玄展を主催する。
- 1987年（昭和62年）に内閣総理大臣により紺綬褒章を受章[1]。

## 創玄書道会役員の歴任者
- 金子鷗亭
- 中野北溟
- 大井錦亭
- 石飛博光